# بکسریا
بکسریا (به عربی: بکسریا) یک روستا در سوریه است که در ناحیه بداما واقع شده‌است. بکسریا ۷۳۲ نفر جمعیت دارد.